# Mémoire d'un saccage
Pour plus de détails, voir Fiche technique et Distribution.
Mémoire d'un saccage (Memoria del saqueo) est un film documentaire politique argentin réalisé par Pino Solanas, sorti en 2003. 
Le film sonde l'histoire récente de l'Argentine. Pino Solanas y démonte point par point les mécanismes (dette publique, corruption, privatisation) qui ont amené un pays modèle (selon les normes du FMI) à la faillite. Dénonçant ce qu'il appelle un génocide social, Solanas fait preuve dans ce documentaire de vigilance face à la toute-puissance d'un néo-libéralisme omnipotent.
Le film a été présenté au Festival de Berlin et a obtenu l'Ours d'or d'honneur.

## Synopsis
Memoria d'un saccage nous plonge dans la période qu'a connue l'Argentine depuis la dictature militaire de 1976, jusqu'aux révoltes des 19 et 20 décembre 2001. 
Le spectateur se trouve confronté à vingt-cinq ans de problèmes économiques et sociaux pourtant dissimulés par la période prospère que traversait le pays. Il est expliqué dans le documentaire que l'Argentine est passée en un temps record de cette même prospérité à la nécessité à cause de son affolante dette nationale, de la corruption débridée du pouvoir politique et du secteur financier et de la spoliation des biens publics. Tout cela, selon Solanas, s'est produit avec la complaisance de nombreuses multinationales et la complicité d'organismes publics internationaux. 
Mémoire d'un saccage, constitué d'interviews et de "sources officielles argentines et internationales", prétend révéler les mécanismes de cette catastrophe, mettant l'accent sur la dignité et le courage de millions d'Argentins en lutte contre la pauvreté.

À travers son film, Fernando E. Solanas expose sa certitude qu'il existe une alternative, un "autre monde possible" face à la mondialisation. 